# Российский государственный военный архив
Российский государственный военный архив (РГВА) — федеральный архив, крупнейшее хранилище военно-исторических документов советского периода: Красной армии (1918—1940) и войск НКВД—МВД СССР (1917—2001), а также документации по истории Белого движения (1917—1922) и вывезенных в СССР в конце Второй мировой войны трофейных документов иностранного происхождения.

## Характеристика фондов и адреса

### Хранилище на ул. Адмирала Макарова
Содержит архивы по истории вооружённых сил и МВД СССР, документы о военных действиях в СССР перед Второй мировой войной, о политработе в Красной Армии, биографические материалы и послужные списки военных деятелей. Также содержатся документы об иностранных военнопленных и узниках лагерей, времен Второй мировой войны и последующего периода.
Документы и иностранные архивы, вывезенные в СССР в ходе Второй мировой войны (с XV века по 1945 год):
1. Официальные документы Третьего рейха.
2. Документы органов власти и управления европейских государств (Польши, Бельгии, Австрии, Франции и др.), которые были захвачены нацистскими властями на территории этих государств.
3. Фонды различных европейских неправительственных учреждений, организаций и частных лиц, которые представляли значительный интерес для нацистских властей.
4. Материалы иностранного происхождения из личных и родовых архивов.

Адрес: 125212, Москва, ул. Адмирала Макарова, 29.

## История

### Хронология названий
Архив Красной Армии
- 1920 — основан Архив Красной Армии
- 1933 — Центральный архив Красной Армии (ЦАКА)
- 1941 — Центральный государственный архив Красной Армии (ЦГАКА),
- 1958 — Центральный государственный архив Советской Армии (ЦГАСА)
- 1992 — Российский государственный военный архив (РГВА)

Центральный государственный Особый архив СССР (ЦГОА СССР)
- 1946 — основан Центральный государственный Особый архив СССР (ЦГОА СССР)
- 1992 — Центр хранения историко-документальных коллекций (ЦХИДК)

Объединение архивов в РГВА
- 1999 — фонды ЦХИДК включены в Российский государственный военный архив (РГВА)

В 1939 году были арестованы десять сотрудников архива по обвинению в террористической деятельности. 14 февраля и 26 марта 1940 ВКВС они были осуждены: двое к — 10 годам ИТЛ, а восемь — комбриг В. Л. Афонский, бригинтендант Д. В. Саттеруп, полковники Т. Ф. Дедюкин, П. П. Каратыгин и И. А. Лисицын, полковой комиссар П. Л. Кур, интендант 1-го ранга В. В. Соловьев и майор И. Я. Судаков — к ВМН. На второй день после вынесения приговора расстреляны. 30 мая 1956 все сотрудники ЦАКА посмертно были реабилитированы.
В Особом архиве хранились архивные документы, захваченные нацистской Германией на территории оккупированных стран. После окончания Второй мировой войны они были вывезены в Москву. До начала 1990-х годов факт обладания ими СССР не афишировал и вернул Франции, Польше и некоторым другим странам лишь малую часть документов. В 1991 году появилась возможность доступа в Особый архив, и многие европейские страны, среди которых была и Франция, стали выдвигать претензии на свои архивы. 2 ноября 1992 года было подписано Соглашение между Правительством Российской Федерации и Правительством Французской Республики о сотрудничестве в области государственных архивов. На основании него с декабря 1993 года по май 1994 года Франции было передано более 900 тыс. дел перемещенных архивных фондов французского происхождения, а Франция профинансировала микрофильмирование документов, отобранных российскими экспертами из переданных ей фондов (7 млн кадров). Кроме того, Россия получила от Франции 12 судовых журналов российских и советских судов, осуществлявших плавание в Средиземном море в 1920-е годы, 255 дел из фондов русской эмиграции и около 300 тыс. франков для «надлежащего содержания архивов».